# Lizzie (Maskottchen)
Lizzie war das Maskottchen der Sommer-Paralympics 2000 in Sydney.

## Beschreibung
Lizzie (engl. Lizard = Echse) ist eine Kragenechse, eine in Australien heimische Reptilienart. Die Kragenechse gehört zu den bekanntesten Tieren des Kontinents. Lizzie symbolisiert die Stärke, die Entschlossenheit und den Siegeswillen der Teilnehmer der Paralympischen Spiele. Der Kragen von Lizzie ist in grün und gold, den Nationalfarben Australiens, gestaltet; seine Form ist dem Umriss des Kontinents nachempfunden. Der ockerfarbene Körper der Echse steht für die Farbe des Landes, den für das Outback typischen Wüstensand.
Das Maskottchen Lizzie wurde im Oktober 1997 offiziell der Öffentlichkeit vorgestellt. Im Mai 1999 begann der Verkauf von Merchandising-Produkten. Durch geschickte Marketing-Strategien und hohe Sympathiewerte in der Bevölkerung wurde Lizzie bekannter und auch kommerziell deutlich erfolgreicher als Olly, Syd und Millie, die Maskottchen der Olympischen Sommerspiele 2000.
Die Stimme Lizzies wurde von der australischen Sängerin und Schauspielerin Olivia Newton-John gesprochen.